# ويليام باركر (لاعب كريكت)
ويليام باركر (بالإنجليزية: William Windsor Parker)‏ (5 مايو 1832 في الهند - 17 يوليو 1873 في المملكة المتحدة) هو لاعب كريكت بريطاني (وحمل سابقاً جنسية المملكة المتحدة لبريطانيا العظمى وأيرلندا).

## وصلات خارجية
- ويليام باركر على موقع إي آس بي آن كريك إنفو (الإنجليزية)